# Plage de la Datcha
La Datcha est une plage, située sur le littoral de la ville du Gosier, proche du centre-ville, en Guadeloupe.

## Description
La plage est située en face de l'îlet du Gosier, enclavée sur le littoral de la ville sur une longueur d'environ 300 m.
La Datcha est une plage très populaire et très fréquentée jusque très tard le soir, grâce à un éclairage nocturne. Quelques restaurants sont implantées sur la plage, des animations y sont parfois organisées par des associations.

## Galerie

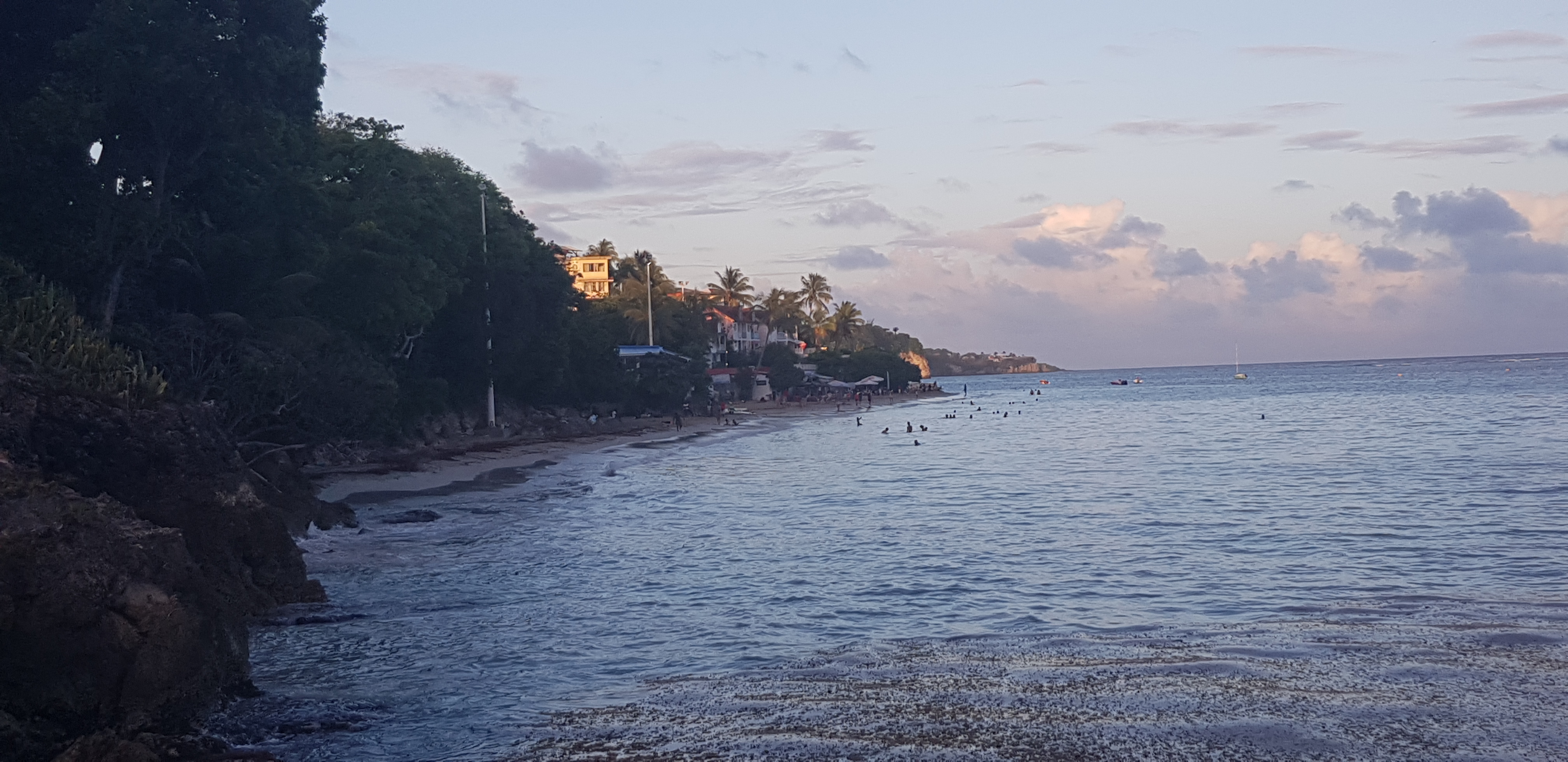
Plage de la Datcha à la tombée de la nuit
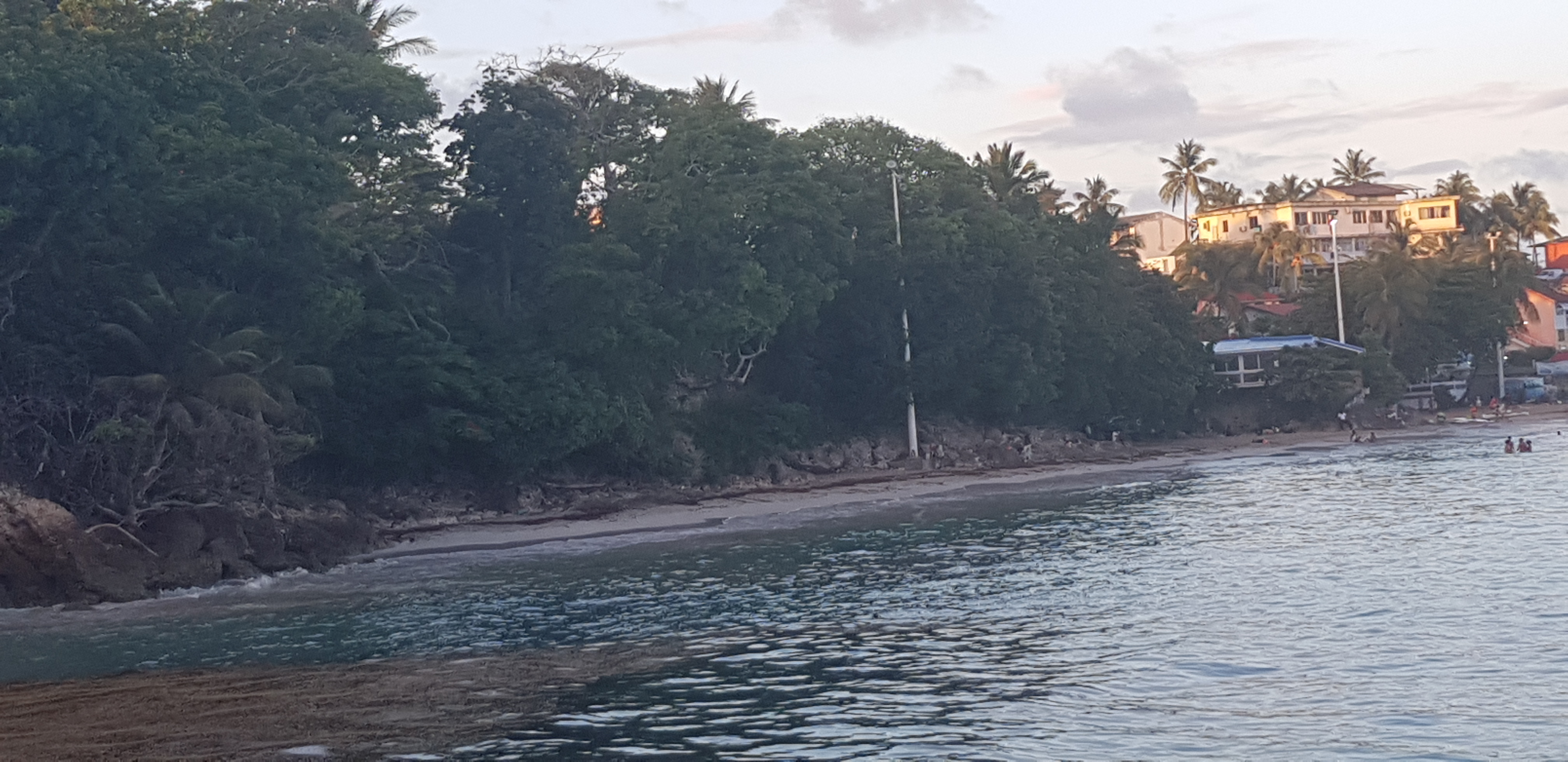
Plage de la Datcha à la tombée de la nuit
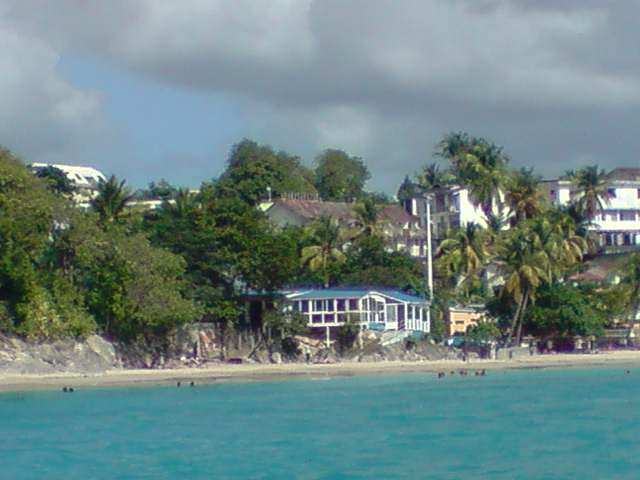
Plage de la Datcha vue depuis le large
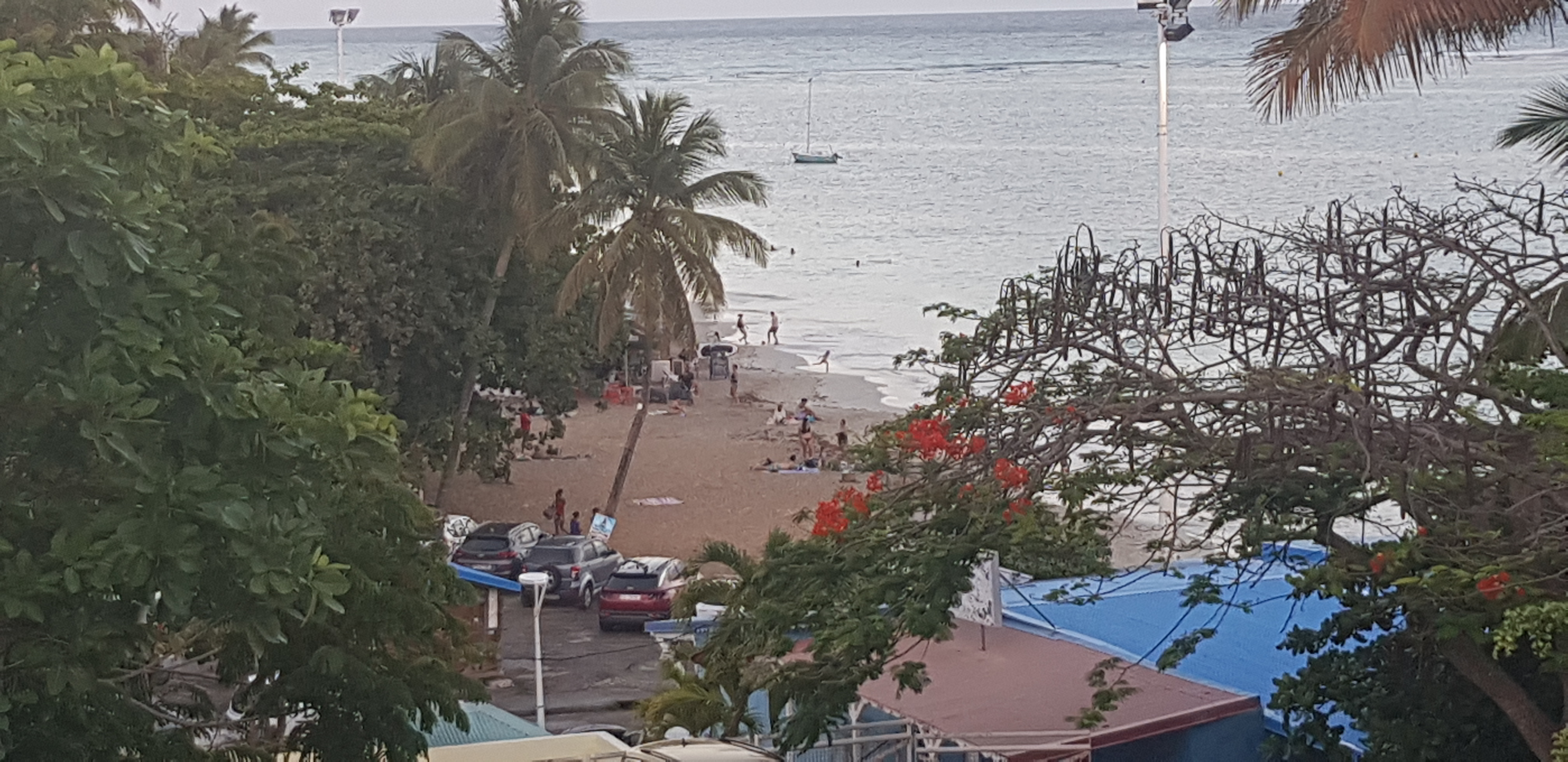
Plage de la Datcha vue de haut
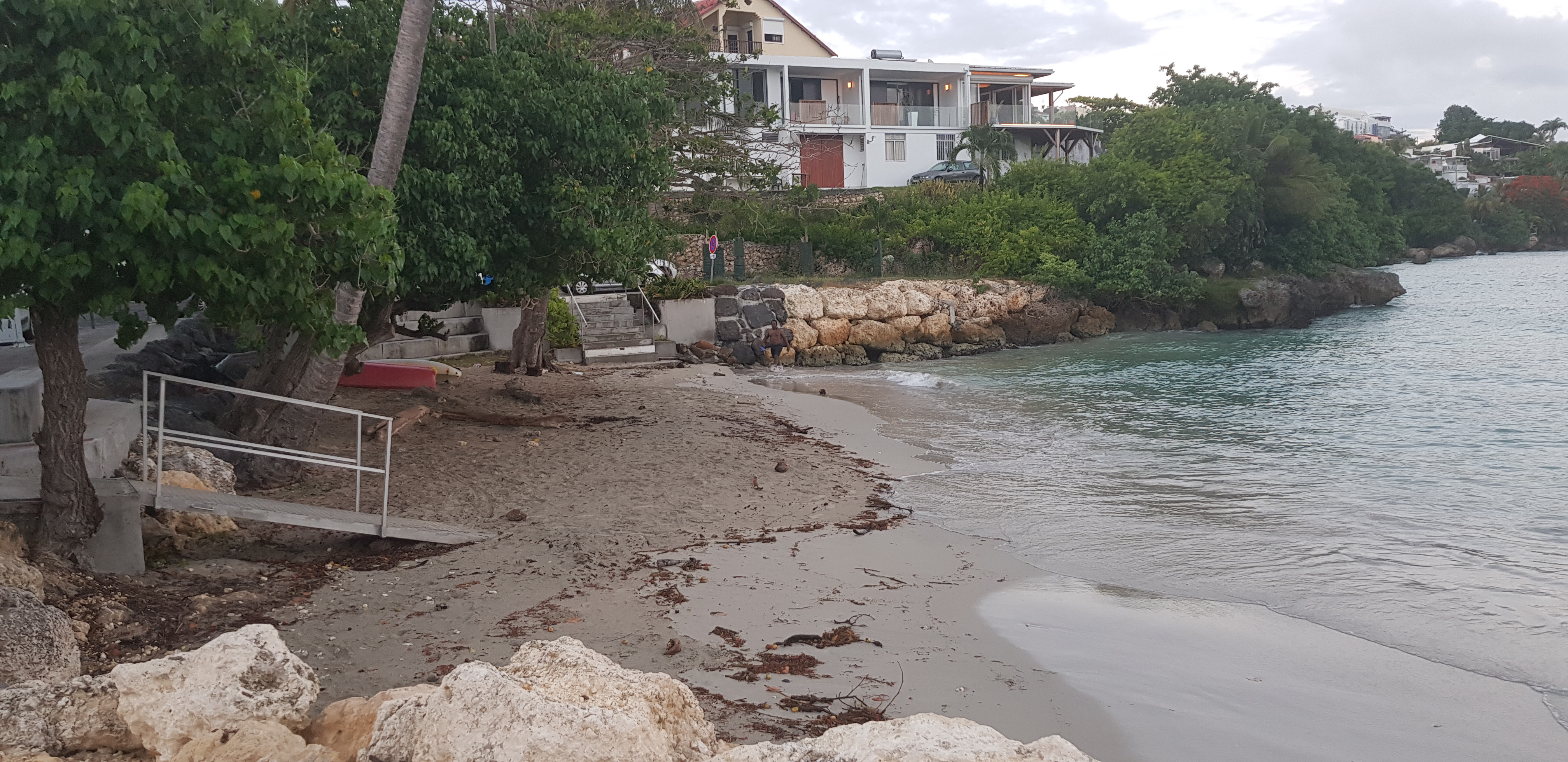
Anse Canot, extrémité ouest de la plage de la Datcha

## Polémique
Comme toutes les plages en France, la plage de la Datcha est une page publique en vertu de la loi Littoral de 1986. Cependant, les restaurants basés sur la plage empiètent régulièrement sur l'espace public et les propriétaires exhortent des droits de 1977 précédents ainsi la loi Littoral. Les parkings sont quant-à-eux privés. Le Maire du Gosier souligne en 2025 que « toute installation sur le domaine public est conditionnée au respect d’une autorisation d’occupation temporaire (AOT), qui doit faire l’objet du dépôt d'un dossier auprès de la Direction de l’Attractivité du Territoire. Quand bien même une telle autorisation d'occupation du domaine public était accordée par le Maire, celle-ci l'est à titre précaire et est révocable à tout moment pour des motifs d'intérêt général. ». Déjà en 2021, les habitants du Gosier demandaient le respect du domaine public. 